# 片山文彦
片山 文彦（かたやま ふみひこ、1936年9月18日 - 2016年7月16日）は、東京都生まれの神職、花園神社名誉宮司、医師、医学博士。神道時事問題研究会を主催。

## 略歴
東京市（現東京都新宿区）に生まれる。昭和医科大学卒業、1971年東京女子医科大学大学院修了（衛生学教室）、「東京女子医科大学病院の診療圏」で医学博士。國學院大學神道研修別科修了。
東京女子医科大学講師、立教大学講師、國學院大學講師を歴任。

## 著書
- 『神社神道と日本人のこころ』（日本地域社会研究所、1983年）
- 『いま、神道が動く』（新人物往来社、2001年）
- 『日本人のこころ』（新人物往来社、2002年）
- 『いま日本の心を問う』（賀陽濟・田無神社宮司との共著、原書房、2004年）
- 『日本人はなぜ無宗教でいられるのか』（原書房、2006年）

## 論文・雑誌
- 片山文彦「東京女子医科大学病院における病院統計 1966,1967年」『東京女子医科大学雑誌』第38巻第9号、東京女子医科大学学会、1968年9月、688-692頁、ISSN 00409022、NAID 120002364372、2020年7月9日閲覧。
- 片山文彦「東京女子医科大学病院におけるhealth manpower」『東京女子医科大学雑誌』第40巻第1号、東京女子医科大学学会、1970年2月、114-125頁、ISSN 0040-9022、NAID 120002364584、2020年7月9日閲覧。
- 片山文彦「東京女子医科大学病院の診療圏」『東京女子医科大学雑誌』第41巻第3号、東京女子医科大学学会、1971年3月、202-220頁、ISSN 00409022、NAID 120002354686、2020年7月9日閲覧。
- 片山文彦, 上条源久「患者一日調査 ： 東京女子医科大学病院，昭和48年」『東京女子医科大学雑誌』第47巻第9号、東京女子医科大学学会、1977年9月、p1105-1110、ISSN 00409022、NAID 120002356146、2020年7月9日閲覧。
- 片山文彦「第八回研究大会における講述 神道について」『太平洋学会学会誌』第30号、太平洋学会、1986年4月、92-100頁、ISSN 0387-4745、NAID 110001366608、2020年7月9日閲覧。
- 片山文彦「（フィードフォワード型ヘルスケアへの転換<特集>）ターミナルケアにおける宗教の役割 悩みの受け皿役に活躍の場は広がっています」『未来医学』第11号、未来医学研究会、1995年1月、40-41頁、ISSN 0910-9870、NAID 120002384960、2020年7月9日閲覧。
- 片山文彦, 荻野アンナ, 桜井靖久「（未来医学を夢みて<特集>）第2部 座談会 生と死をめぐって―新しい死生観を模索する」『未来医学』第15号、未来医学研究会、1999年9月、17-27頁、ISSN 0910-9870、NAID 120002385046、2020年7月9日閲覧。
- 片山文彦「神道から見た仏教 (特集 仏教と諸宗教の対話--21世紀を開く宗教)」『大法輪』第68巻第1号、大法輪閣、2001年1月、112-115頁、NAID 40006564130。
- 井沢元彦、片山文彦「特集対談 神社にみる古代の残照 (特集 古代王権と神社の謎)」『歴史読本』第46巻第10号、新人物往来社、2001年10月、43-59頁、NAID 40003828408。
- 片山文彦「花園神社から見た観光 (特集 観光の原点を探る「社寺参り」)」『月刊観光』第450号、日本観光協会、東京都中央区、2004年4月、28-31頁、ISSN 0917-0618、NAID 40006131077。
- 片山文彦「神道の基礎知識 (特集 神道の魅力)」『春秋』第461号、春秋社、東京都千代田区、2004年8月、8-10頁、ISSN 1343-6198、NAID 40006403899。
- 片山文彦「神道における信仰 (第三五回[上智大学キリスト教文化・東洋宗教研究所]連続講演会 主旨 宗教における本質と信仰)」『キリスト教文化・東洋宗教研究所紀要』第26号、上智大学キリスト教文化・東洋宗教研究所、2007年、45-58頁、ISSN 1344-0276、NAID 40015943093。
- 片山文彦「神道の祈りと願い(+Q&A) (特集=宗教の祈りと願い) -- (諸宗教の祈りと願い)」『大法輪』第75巻第1号、大法輪閣、2008年1月、120-125頁、NAID 40015748065。
- 片山文彦、勝又美智雄「人流インタビュー--この人に聞く(96)東京・新宿の花園神社で四〇年間、神道と市民をつなぐ勉強会を毎月連続五〇〇回続けてきた--花園神社宮司 片山文彦さん」『国際人流』第21巻第10号、財団法人入管協会、東京都千代田区、2008年10月、28-31頁、ISSN 0914-7942、NAID 40016278380。
- 片山文彦「神社と地域社会」『住民行政の窓』第333号、日本加除出版、東京都豊島区、2009年3月、1-10頁、ISSN 1340-6612、NAID 40016614805。